# Парламентские выборы в Ньясаленде (1964)
Парламентские выборы в Ньясаленде проходили 28 апреля 1964 года. На них избиралось Законодательное собрание Ньясленда. Выборы должны были стать первыми выборами в стране при всеобщем избирательном праве. Однако, на выборах не присутствовали оппозиционные партии. В общем списке участвовала только партия Конгресса Малави, а в особом списке — Конституционная партия Ньясаленда. В результате все 53 кандидатов были избраны без проведённого голосования.
Лидер партии Конгресса Малави Хастингс Банда остался премьер-министром, приведя страну к независимости Малави 6 июля того же года.

## Избирательная система
Существовало два списка избирателей. Первоначальный план состоял в том, чтобы африканцы и люди смешанной расы, идентифицирующие себя как африканцы, участвовали в общем списке, а неафриканцы и люди смешанной расы, не идентифицирующие себя как африканцы, участвовали в специальном списке Общий список должен был включать 50 депутатов, а специальный — 5.. Все люди старше 21 года, живших в Ньясаленде не менее 2 лет, получили право голоса, кроме африканцев, которые не были из Ньясленда или одной из соседних стран (Северной Родезии, Португалии Восточной Африки или Танганьики). Общий список должен был избрать 50 членов парламента, а специальный — пять. Создание специального списка вызвало некоторое противоречие. Конституционная партия Ньясаленда выступила против включения азиатов в специальный список, поскольку они превосходили численность европейцев. В конце декабря споры перешли к вопросу о том, должны ли вообще существовать специальные места. В конечном итоге было принято решение сделать общий список для африканцев, азиатов и людей смешанной расы и особый список для европейцев.
Однако, поскольку с 1946 года перепись не проводилась, достоверных оценок численности населения не было, и эту цифру пришлось экстраполировать из числа налогоплательщиков, причем число налогоплательщиков (которое было ограничено мужчинами старше 25 лет) удвоилось. Еще 25 % было добавлено на счёт уклоняющихся от уплаты налогов. В результате общее число избирателей составила около 1,5 млн. Регистрация избирателей проходила с 30 декабря по 19 января 1963 года, когда 1 871 170 человек зарегистрировались для общего списка и 814 — для специального списка. Поскольку специальный список оказался небольшим, министр транспорта и коммуникаций Колин Кэмерон выступил за отмену специального списка, обращаясь к европейцам Ньясленда. Окончательное решение госсекретаря состояло в том, чтобы сократить количество специальных мест до 3. Регистрация была продлена с 24 по 29 февраля для европейцев, которые пропустили регистрацию в специальный список. Зарегистрированные в этот период были добавлены в общий список. Это дало в общей сложности 1 871 790 человек, зарегистрированных в общем списке.

## Результаты
| Партия                               | Общий список | Общий список | Общий список | Специальный список | Специальный список | Специальный список | Всего мест | +/- |
| Партия                               | Голоса       | %            | Мест         | Голоса             | %                  | Мест               | Всего мест | +/- |
| ------------------------------------ | ------------ | ------------ | ------------ | ------------------ | ------------------ | ------------------ | ---------- | --- |
| Партия Конгресса Малави              | -            | -            | 50           | -                  | -                  | 0                  | 50         | +28 |
| Конституционная партия Ньясаленда    | -            | -            | 0            | -                  | -                  | 3                  | 3          | -2  |
| Всего                                | -            | -            | 50           | -                  | -                  | 3                  | 53         | +25 |
| Зарегистрированных избирателей/ Явка | 1 871 790    | -            | -            | 814                | -                  | -                  | -          | -   |
| Источник: Rowland                    |              |              |              |                    |                    |                    |            |     |